# Дмитрієв Василь Васильович
Васи́ль Васи́льович Дми́трієв (рос. Василий Васильевич Дмитриев; * прибл. 1770-80 — † невідома) — російський поет, знавець сибірських лісів, краєзнавець і натураліст.

## Біографія
Народився в Костромі приблизно в 1770-80-х, точний рік народження — невідомий.
Навчався в гімназії при Академії наук в Петербурзі. Разом з Іваном Борном та Василем Попугаєвим був одним з перших засновників Вільного товариства любителів російської словесності, наук і мистецтв.
У квітні 1802 року на п'ять років виїхав до Сибіру, де служив під керівництвом тобольського губернатора Олексія Корнілова. У зв'язку із службовими дорученнями багато їздив по Західному і Південному Сибіру. Листувався з членами Вільного товариства, які ще в Петербурзі видали йому спеціальний «рескрипт», що давав право вербувати нових «кореспондентів». У листі від 28 липня 1804 року, адресованому своїм колегам по Товариству, повідомив про свій намір перекласти російською «Досвід  про  людину» Гельвеція, «Історію античного мистецтва» Вінкельмана, радив їм  подумати про переклад «Історії обох Індій» Рейналя. Крім того, він пообіцяв прислати власний оригінальний твір під назвою «Краса диких місць вітчизни моєї».
У 1806 році попросив членів Вільного товариства сприяти йому в Петербурзі з організацією періодичного видання під назвою «Ореади». Проте труднощі, пов'язані з доставкою в столицю літературного матеріалу, перешкодили йому виконати цей намір.
До Петербургу Дмитрієв повернувся у 1807 році і поступив на службу в Міністерство народної просвіти.
У 1809 році була видана перша і єдина книжка «Ореад».
Після повернення з Сибіру Дмитрієв продовжував брати участь в роботі Вільного товариства і навіть був обраний ним в члени Комітету цензури. Писав теоретичні статті просвітницького характеру, одна з яких — «Про виховання  жіночої статі» — була прочитана на засіданні Товариства 22 жовтня 1810 року. Того ж року переробив свій переклад трактату Рейналя «Про законодавців, що приписують закони   народам своїм ім'ям богів», який зробив ще до від'їзду до Тобольська і в першій редакції назвав «Про законодавців, що іменують себе пророками».
Подальша доля Дмитрієва невідома.